# Rezerwat przyrody Radomice
Rezerwat przyrody Radomice – rezerwat florystyczny w gminie Morawica, w powiecie kieleckim, w województwie świętokrzyskim.
- Powierzchnia: 27,08 ha[2] (akt powołujący podawał 23,20 ha)
- Rok utworzenia: 1953 (powiększenie obszaru – 2003 rok[3])
- Numer ewidencyjny WKP: 003
- Charakter rezerwatu: częściowy
- Przedmiot ochrony: naturalne, największe skupienie cisa na Wyżynie Małopolskiej występujące w drzewostanach o zróżnicowanej strukturze, oraz[3] zespół roślinny grzebieniowca i seslerii błotnej.

Rezerwat obejmuje fragment płaskiej podmokłej doliny rzecznej.